# Joeropsis rathbunae
Joeropsis rathbunae là một loài chân đều trong họ Joeropsididae. Loài này được Richardson miêu tả khoa học năm 1902.